# Gelvécourt-et-Adompt
Gelvécourt-et-Adompt – miejscowość i gmina we Francji, w regionie Grand Est, w departamencie Wogezy.
Według danych na rok 1990 gminę zamieszkiwały 84 osoby, a gęstość zaludnienia wynosiła 21 osób/km² (wśród 2335 gmin Lotaryngii Gelvécourt-et-Adompt plasuje się na 961. miejscu pod względem liczby ludności, natomiast pod względem powierzchni na miejscu 1095.).